# گورستان گزدان
قبرستان گزدان مربوط به دوره اشکانیان است و در شهرستان سرباز، بخش پیشین، دهستان پیشین، ۵۰۰ متری شرق روستای گزدان واقع شده و این اثر در تاریخ ۲ مرداد ۱۳۸۷ با شمارهٔ ثبت ۲۳۰۷۲ به‌عنوان یکی از آثار ملی ایران به ثبت رسیده است.